# Николо-Теребенская пустынь
Николо-Теребенская пустынь — монастырь Русской православной церкви, находящийся в посёлке Труженик (прежнее название Теребени) Максатихинского района Тверской области. Основан во имя Николая Чудотворца во второй половине XVIII века как мужской. В 1930-х годах закрыт, с середины 1990-х годов возрождался как женский.
20 ноября 2020 года решением Священного синода преобразован в мужской монастырь.

## История
В 1492 году помещик Михаил Обудков устроил в селе Теребени деревянный храм в честь Николая Чудотворца. Согласно преданию, образ святого Николая, хранившийся в ней, неоднократно покидал храм и переносился сам собой к источнику на берегу Мологи. На этом месте был установлен деревянный храм, ставший центром прихода села, в котором впоследствии была образована пустынь.
В XVI веке село принадлежало великому князю Владимиру Андреевичу Храброму. Сохранились сведения о том, что ко Смутному времени пустынь уже существовала, однако была разорена поляками и полностью уничтожена: "обростѣ потомъ чащею лѣсовною и бысть пуста" до того, как в 1611 году некий инок Онуфрий не стал первым после разорения насельником, выкопав на пепелище при помощи помещика села Топальское из боярского рода Артемия Мозовского пещеру. Он, тем не менее, также покинул это место. В 1641 году заонежский иеромонах Авраамий, которому помогал все тот же Артемий Мозовский, восстановил на месте сожженного храма часовню. В ходе ее постройки на развалинах сельского храма был обнаружен целым и невредимым тот самый образ святого Николая, в честь которого храм был построен в 1492 году. Это сподвигло строителей соорудить храм вместо часовни, и поселиться на месте обретения иконы. Через некоторое время к Авраамию и Артемию присоединился бывший крестьянин князя Федора Мещерского иеромонах Феодосий. Вместе с ним была построена новая деревянная церковь в честь Благовещения Пресвятой Богородицы, освященная по благословлению митрополита Новгородского Аффония, так как прежняя перестала вмещать многочисленных прихожан и паломников. В 1657 году при игумене Нафанаиле деревянные церкви были заменены каменными - во имя святителя Николая с приделом Благовещения Пресвятой Богородицы, и в честь преподобного Александра Свирского. Обе они впоследствии были разобраны и заменены новыми.
К 1860 году монастырь был окружен стеной с башнями длиной в 260 саженей.
К 1908 году обитель была немноголюдна, однако при ней функционировал приют для бедных и престарелых священнослужителей Русской церкви. Монастырь управлялся архимандритом.
До 1917 года монастырю принадлежало 1350 га земли, в нем проживало около 40 насельников После закрытия монастыря советской властью Никольский собор уцелел, так как использовался совхозом сначала как хранилище удобрений, а позже - как спортивный зал.

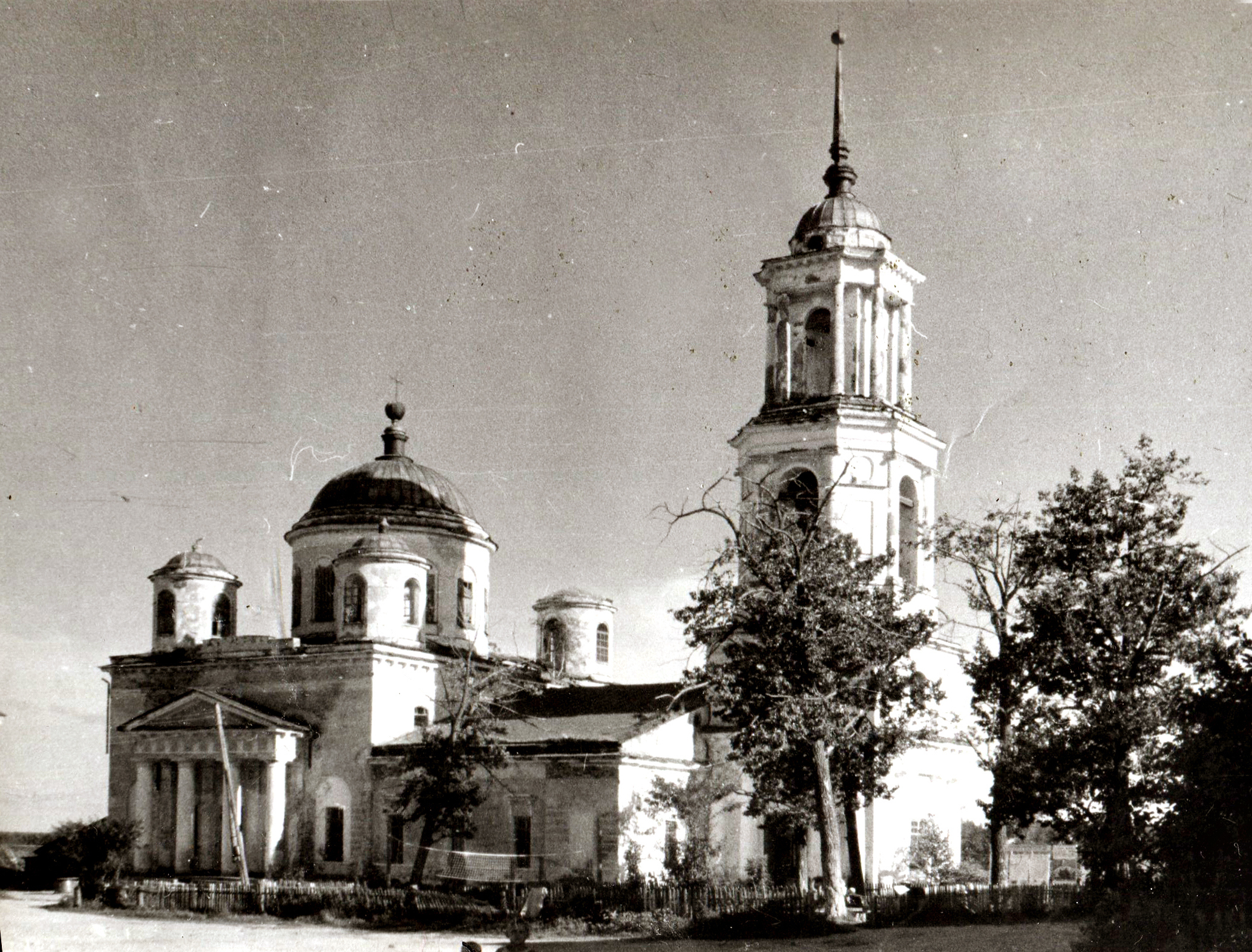
Никольская церковь в 1972 году.

|                                            | Чин и должность     | Имя                                    | Годы упоминания                  |
| ------------------------------------------ | ------------------- | -------------------------------------- | -------------------------------- |
| В период существования мужского монастыря: |                     |                                        |                                  |
| 1                                          | иеромонах           | Авраамий                               | 1641, 1654                       |
| 2                                          | игумен              | Нафанаил                               | 1657                             |
| 3                                          | строитель иеромонах | Леонид                                 | 1664, 1665                       |
| 4                                          | строитель иеромонах | Мисаил                                 | 1667-1702                        |
| 5                                          | игумен              | Иаков                                  | 1704                             |
| 6                                          | архимандрит         | Тарасий                                | 1705-1710                        |
| 7                                          | архимандрит         | Адриан                                 | 1710-1719                        |
| 8                                          | строитель иеромонах | Антоний                                | 1720-1740                        |
| 9                                          | архимандрит         | Макарий                                | 1741-1742                        |
| 10                                         | игумен              | Герасим                                | 1743-1749                        |
| 11                                         | строитель иеромонах | Корнилий                               | 1750-1752                        |
| 12                                         | игумен              | Мисаил                                 | 1753-1755                        |
| 13                                         | игумен              | Феодосий                               | 1756-1759                        |
| 14                                         | игумен              | Николай                                | 1759-1764                        |
| 15                                         | архимандрит         | Иоанин                                 | 1765-1766                        |
| 16                                         | игумен              | Дионисий                               | 1767-1772                        |
| 17                                         | строитель           | Феодосий                               | 1772-1775                        |
| 18                                         | строитель           | Иероним                                | 1776-1790                        |
| 19                                         | строитель           | Варлаам                                | 1791                             |
| 20                                         | строитель           | Гавриил                                | 1795-1798                        |
| 21                                         | строитель           | Арсений                                | 1798-1806                        |
| 22                                         | строитель           | Савватий                               | 1806-1808                        |
| 23                                         | строитель           | Гедеон                                 | 1809-1811                        |
| 24                                         | строитель           | Макарий                                | 1812-1819                        |
| 25                                         | игумен              | Серафим                                | 1819-1827                        |
| 26                                         | игумен              | Серафим                                | 1827-1833                        |
| 27                                         | строитель           | Сергий                                 | 1833-1834                        |
| 28                                         | строитель           | Гавриил                                | 1834-1835                        |
| 29                                         | строитель           | Сергий                                 | 1835-1853                        |
| 30                                         | строитель           | Илиодор                                | 11 сентября 1853 - не ранее 1860 |
| 31                                         | игумен, архимандрит | Арсений                                | 1881-1885                        |
| В период существования женского монастыря: |                     |                                        |                                  |
| 32                                         | игумения            | Ольга (Назмутдинова Татьяна Сергеевна) | c 2004                           |

## Бежецкий крестный ход
Бежецкий крестный ход в обители начинался 23 июня и оканчивался 12 июля по старому стилю. Чудотворный образ 23 июня из обители через ближайшие селения проносился в село Лощемлю, 24 июня — в Раевское, 25 — в Ворожебское, 26 — в Максатиху, 27 — выносился для богослужения на Мологу. После этого образ на ладье доставлялся в села Рыбинское и Еськи. 28 июня в Есках совершался молебен, после чего 29 июня образ на ладье перевозили на погост Узмень, а потом — в Алабазино. В полдень 30 июня образ торжественно ввозили по Мологе в Бежецк, который встречал икону колокольным звоном, и оставляли в Спасском кафедральном соборе. Несколько последующих дней икону носили по улицам города, устраивая молебны и освящение воды. 5 или 6 июля с иконой святого Николая обходили крестным ходом город Бежецк в память об избавлении от чумы в 1654 году. Наконец, 8 июля после литургии ладья с образом начинала путь обратно в Николо-Теребенскую пустынь через погост Узмень, села Чижево, Еськи и Топальское. Икона возвращалась в монастырь 12 июля.

## Святыни монастыря
В пустыни находились две чудотворные иконы — святителя Николая и Теребенской Божией Матери. Праздник в честь последней проводился ежегодно 14 мая (22 апреля). Икона была утеряна во время разорения монастыря и пожаров, и, возможно, оказалась впоследствии в ризнице Софийского собора в Великом Новгороде. Подлинный список с нее находился в пустыни с 1855 года.
В годы советской власти святыни были сохранены, несмотря на закрытие монастыря. В настоящее время в монастыре хранятся чудотворная икона святителя Николая, икона Теребенской Божией Матери и великомученика и целителя Пантелеимона. В подземной церкви во имя Александра Свирского хранится икона "Блаженное чрево".

## Постройки
- Никольская церковь. Построена в 1835 году на средства монастыря, освящена — 1 октября (19 сентября) 1838 года. Имела 24 сажени в длину и 11 - в ширину. Пятиглавая, с двухъярусной колокольней высотой 17 саженей[3].
- Благовещенская церковь. Заложена в 1706 году, освящена во имя Иакова Боровичского. Во время строительства была переименована в Благовещенскую, а имя Иакова Боровичского получил придел. При церкви находилась трапезная и кухня. На верхнем этаже были расположены кельи, оказывавшие на церковь разрушающее воздействие. Начали появляться трещины в своде и в 1881 году храм пришлось разобрать. Новая Благовещенская церковь с приделом в честь святителя Арсения епископа Тверского по проекту архитектора В. И. Кузьмина[8] была заложена 9 мая 1882 года и освящена в 1883 году.

Церковь имеет главный купол лазоревого цвета и 12 малых куполов с меньшими главами и крестами, венчающих пилястры, расположенные попарно вокруг стен церкви в честь двенадцати апостолов, осеняемых главой, олицетворяющей Иисуса Христа. Престол: в честь Благовещения (освящен 9 октября 1883 архиепископом Тверским и Кашинским Саввой), придел: Арсения Тверского (освящен 4 декабря 1883 настоятелем игуменом Арсением). В церкви находится чудотворный образа Николая Чудотворца.
- Церковь Сретения Господня (не сохранилась). Теплая каменная надвратная церковь с 1 престолом, построена в 1754—1757 годах. Имела 6 саженей в длину и 4 в ширину. Была, согласно настенной надписи, построена иждивением полковника Ивана Моисеевича Невельского в память его умершего сына Филиппа[3].
- Церковь Преподобного Александра Свирского, построена предположительно в 1757. Первоначально была построена над восточными воротами. Впоследствии была разобрана, а во имя Александра Свирского освящена в середине XVIII века подземная церковь.
- Настоятельский и братский корпуса (40-50-е годы XIX века).

В настоящее время подлежат реконструкции Никольский собор, Благовещенская церковь, церковь преподобного Александра Свирского, настоятельский и братский корпуса и стены монастыря.